# Färöische Fußballmeisterschaft der Frauen 2023
Die Färöische Fußballmeisterschaft der Frauen 2023 war die 39. Saison der höchsten färöischen Fußballliga der Frauen. Die Liga heißt offiziell Betrideildin nach dem Hauptsponsor Betri Banki. Sie startete am 1. April 2023 und endete am 14. Oktober 2023.
Meister wurde Titelverteidiger KÍ Klaksvík, die den Titel somit zum fünften Mal in Folge und zum 23. Mal insgesamt erringen konnten. Absteigen musste hingegen 07 Vestur nach drei Jahren Erstklassigkeit, die sich vom Spielbetrieb zurückzogen.
Im Vergleich zur Vorsaison verbesserte sich die Torquote auf 4,83 pro Spiel, was den höchsten Schnitt seit 2010 bedeutete. Den höchsten Sieg erzielte B36 Tórshavn durch ein 13:0 im Gastspiel gegen TB/FC Suðuroy/Royn am 14. Spieltag, was zugleich das torreichste Spiel darstellte.

## Modus
In der Betrideildin spielte jede Mannschaft an 21 Spieltagen jeweils drei Mal gegen jede andere. Die punktbeste Mannschaft zu Saisonende stand als Meister dieser Liga fest.

## Saisonverlauf
KÍ Klaksvík gewann sämtliche Saisonspiele. Nachdem sich die beiden Verfolger NSÍ Runavík und HB Tórshavn am dritten Spieltag durch ein 1:1 die Punkte teilten, stand KÍ somit bis zum Saisonende an der Spitze. Die Meisterschaft konnte am 17. Spieltag nach einem 6:0-Auswärtssieg gegen 07 Vestur gefeiert werden.

## Tabelle
| Pl.               | Verein             | Sp. | S  | U | N  | Tore    | Diff. | Punkte |
| ----------------- | ------------------ | --- | -- | - | -- | ------- | ----- | ------ |
| 1.                | KÍ Klaksvík (M, P) | 21  | 21 | 0 | 0  | 091:400 | +87   | 63     |
| 2.                | NSÍ Runavík        | 21  | 14 | 3 | 4  | 094:200 | +74   | 45     |
| 3.                | HB Tórshavn        | 21  | 13 | 3 | 5  | 061:260 | +35   | 42     |
| 4.                | B36 Tórshavn       | 21  | 12 | 4 | 5  | 060:200 | +40   | 40     |
| 5.                | Víkingur Gøta      | 21  | 7  | 3 | 11 | 041:610 | −20   | 24     |
| 6.                | 07 Vestur          | 21  | 3  | 4 | 14 | 025:820 | −57   | 13     |
| 7.                | EB/Streymur/Skála  | 21  | 3  | 1 | 17 | 025:850 | −60   | 10     |
| 8.                | TB/FC Suðuroy/Royn | 21  | 0  | 4 | 17 | 009:108 | −99   | 04     |
| Stand: Saisonende |                    |     |    |   |    |         |       |        |

| (M) | Meister 2022     |
| (P) | Pokalsieger 2022 |

## Spiele und Ergebnisse
|                    | 07    | 07  | B36   | B36 | EBS/Skála | EBS/Skála | HB  | HB  | KÍ  | KÍ  | NSÍ   | NSÍ   | TB/FCS/Royn | TB/FCS/Royn | Vík | Vík   |
| ------------------ | ----- | --- | ----- | --- | --------- | --------- | --- | --- | --- | --- | ----- | ----- | ----------- | ----------- | --- | ----- |
| 07 Vestur          |       |     | 1:1   | 0:6 | 7:3       |           | 2:4 |     | 0:2 | 0:6 | 0:3   | 01:11 | 3:0         | 0:0         | 1:7 |       |
| B36 Tórshavn       | 5:0   |     |       |     | 4:0       | 4:2       | 1:0 | 1:1 | 1:3 |     | 1:2   |       | 3:0         | 5:0         | 2:2 | 2:1   |
| EB/Streymur/Skála  | 2:5   | 3:0 | 1:6   |     |           |           | 0:1 | 2:3 | 1:5 |     | 00:10 |       | 1:1         | 2:1         | 1:3 | 1:2   |
| HB Tórshavn        | 4:2   | 3:0 | 1:2   |     | 5:0       |           |     |     | 0:4 | 0:2 | 2:1   |       | 6:0         |             | 3:2 | 11:00 |
| KÍ Klaksvík        | 11:00 |     | 2:0   | 1:0 | 4:0       | 5:0       | 2:0 |     |     |     | 5:1   | 2:0   | 11:00       | 8:0         | 5:0 |       |
| NSÍ Runavík        | 4:0   |     | 0:0   | 3:1 | 7:1       | 8:0       | 1:1 | 1:1 | 0:2 |     |       |       | 6:0         |             | 2:1 |       |
| TB/FC Suðuroy/Royn | 1:1   |     | 00:13 |     | 0:3       |           | 0:5 | 2:8 | 0:3 |     | 00:11 | 00:10 |             |             | 1:2 | 3:3   |
| Víkingur Gøta      | 2:2   | 4:0 | 0:2   |     | 4:2       |           | 1:2 |     | 1:5 | 0:3 | 2:5   | 0:8   | 4:0         |             |     |       |

## Torschützenliste
Bei gleicher Anzahl von Treffern sind die Spielerinnen nach dem Nachnamen alphabetisch geordnet.
| Platz | Spieler            | Mannschaft    | Tore |
| ----- | ------------------ | ------------- | ---- |
| 1     | Heidi Sevdal       | NSÍ Runavík   | 33   |
| 2     | Rebekka Benbakoura | KÍ Klaksvík   | 21   |
| 3     | Eyðvør Klakstein   | KÍ Klaksvík   | 20   |
| 4     | Stefani Cabral     | B36 Tórshavn  | 17   |
| 5     | Sunniva Willemoes  | HB Tórshavn   | 13   |
| 6     | Eydna Dalheim      | Víkingur Gøta | 12   |
| 6     | Lena Olsen         | NSÍ Runavík   | 12   |
| 8     | Margit Kwao        | 07 Vestur     | 10   |
| 9     | Mirjam Huneck      | NSÍ Runavík   | 09   |
| 9     | Elin Maria Isaksen | HB Tórshavn   | 09   |
| 9     | Tóra Mohr          | KÍ Klaksvík   | 09   |

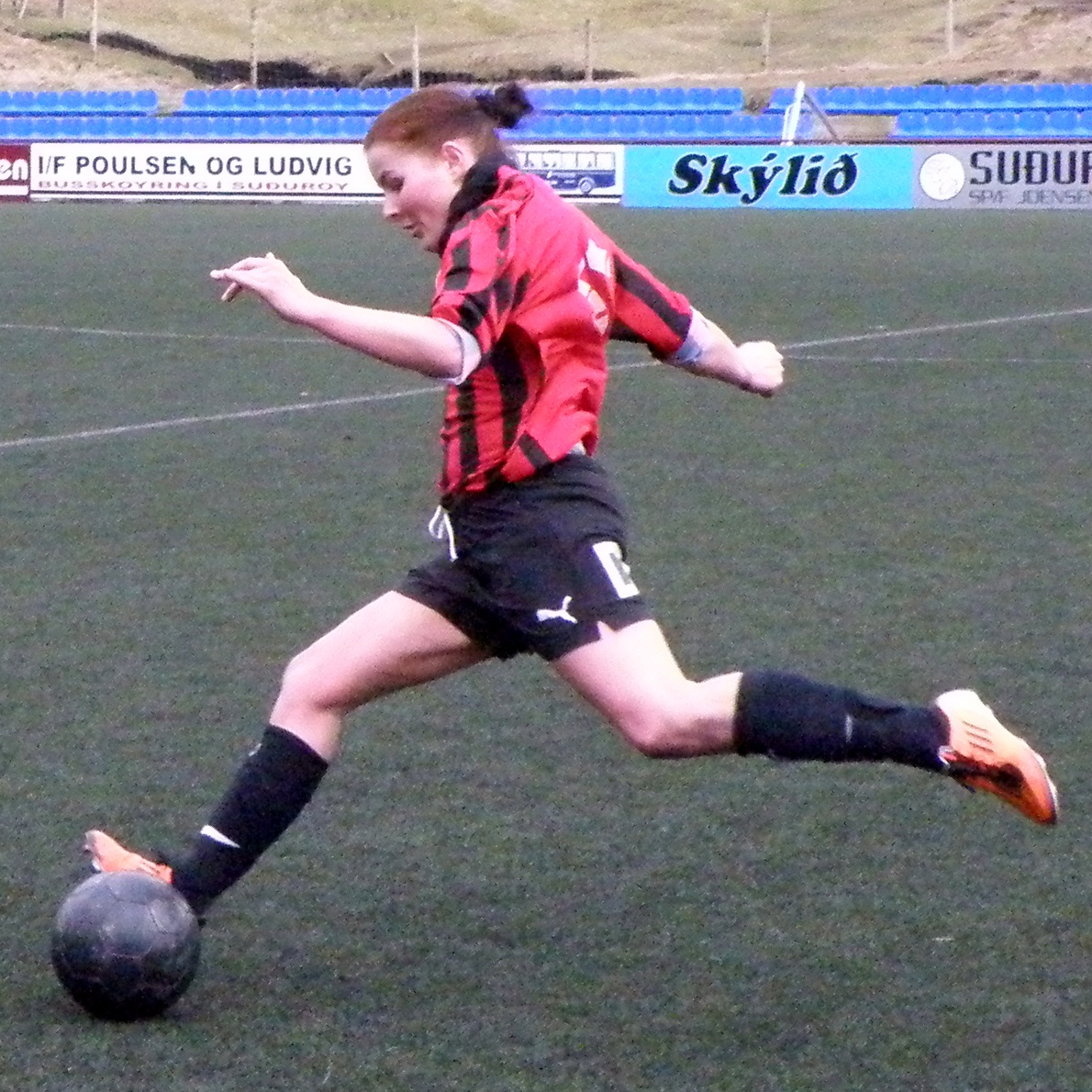
Torschützenkönigin Heidi Sevdal

Dies war nach 2013, 2014, 2015, 2017, 2018, 2019, 2021 und 2022 der neunte Titel für Heidi Sevdal.

## Trainer
| Mannschaft         | Trainer               | Spieltage   |
| ------------------ | --------------------- | ----------- |
| 07 Vestur          | Martin Tausen         | 01–14 16–17 |
| 07 Vestur          | Kristoffur Vidtfeldt  | 15 18–21    |
| B36 Tórshavn       | Tummas Djurhuus       | 01–3        |
| B36 Tórshavn       | Jan Poulsen           | 04–05 07–08 |
| B36 Tórshavn       | Michael Haase         | 06 09–21    |
| EB/Streymur/Skála  | Aleksandar Đorđević   | 01–21       |
| HB Tórshavn        | Łukasz Cieślewicz     | 01–21       |
| KÍ Klaksvík        | Kristoffer Kvistgaard | 01–21       |
| NSÍ Runavík        | Allan Dybczak         | 01–21       |
| TB/FC Suðuroy/Royn | Jón Pauli Olsen       | 01–21       |
| Víkingur Gøta      | Súni Olsen            | 01–21       |
| Víkingur Gøta      | Hans Andrias Olsen    | 03          |

Während der Saison gab es bei zwei Mannschaften Trainerwechsel. Während sich B36 Tórshavn nach dem ersten Trainerwechsel um eine Position verbesserte, hatte dies für 07 Vestur keine Auswirkungen auf die Platzierung.

## Spielstätten
| Mannschaft         | Stadion              | Spielort     |
| ------------------ | -------------------- | ------------ |
| 07 Vestur          | Á Dungasandi         | Sørvágur     |
| B36 Tórshavn       | Gundadalur (10)      | Tórshavn     |
| B36 Tórshavn       | Tórsvøllur (1)       | Tórshavn     |
| EB/Streymur/Skála  | Undir Mýruhjalla (3) | Skála        |
| EB/Streymur/Skála  | við Margáir (8)      | Streymnes    |
| HB Tórshavn        | Tórsvøllur (3)       | Tórshavn     |
| HB Tórshavn        | Gundadalur (7)       | Tórshavn     |
| KÍ Klaksvík        | Við Djúpumýrar       | Klaksvík     |
| NSÍ Runavík        | Við Løkin            | Runavík      |
| TB/FC Suðuroy/Royn | Á Eiðinum (7)        | Vágur        |
| TB/FC Suðuroy/Royn | Við Stórá (3)        | Trongisvágur |
| Víkingur Gøta      | Sarpugerði (9)       | Norðragøta   |
| Víkingur Gøta      | Uppi á Brekku (1)    | Leirvík      |

## Schiedsrichter
Folgende Schiedsrichter, darunter jeweils einer aus Island und Rumänien, leiteten die 84 ausgetragenen Erstligaspiele:
| Name                            | Stammverein     | Spiele |
| ------------------------------- | --------------- | ------ |
| Annika Eliasen Breiðaskarð      | –               | 12     |
| Dominick Philbrow Troleis       | B68 Toftir      | 10     |
| David Waag Sjóstein             | KÍ Klaksvík     | 09     |
| Jonn Sólheim Thomsen            | ÍF Fuglafjørður | 09     |
| Nicusor Cristian Matica         | –               | 07     |
| Petur Páll Winther Hentze       | Víkingur Gøta   | 04     |
| Annfinn Hjaltalin               | –               | 04     |
| Høgni Madsen                    | –               | 04     |
| Jógvan Arnbjørn Vest            | B71 Sandur      | 04     |
| Jørleif Djurhuus                | Skála ÍF        | 03     |
| Lars Müller                     | Royn Hvalba     | 02     |
| Jákup Flóvin Sigmundarson Olsen | –               | 02     |
| Gunnar Eihilt Sivertsen         | –               | 02     |
| Eyðbjørn Thomsen                | FC Suðuroy      | 02     |
| Alex Troleis                    | B68 Toftir      | 02     |

Weitere acht Schiedsrichter leiteten jeweils ein Spiel.

## Die Meistermannschaft
In Klammern sind die Anzahl der Einsätze sowie die dabei erzielten Tore genannt.
| 1. | KÍ Klaksvík |
|    | Katrina Akursmørk (5/0) \| Rannvá Andreasen (18/3) \| Rebekka Benbakoura (20/21) \| Margreta í Buð (1/0) \| Marjun Hjelm (2/1) \| Durita Hummeland (16/8) \| Liljan Jacobsen (13/2) \| Lena Maria Joensen (1/0) \| Óluva Joensen (17/0) \| Tórunn Joensen (21/5) \| Vár Johannesen (20/0) \| Maria Johansen (20/4) \| Malena Josephsen (4/0) \| Eyðvør Klakstein (21/20) \| Jancy Mohr (19/2) \| Tóra Mohr (21/9) \| Hervør Olsen (1/2) \| Malena Olsen (18/6) \| Jórun Patawary (21/1) \| Ragna Patawary (1/0) \| Birita Ryan (18/1) \| Lóa Samuelsen (20/1) \| Karla Sjóstein (1/0) \| Sanna Svarvadal (15/2) \| Fanni Kata Turi (4/0) \| Elspa Maria Zachariassen (6/0) - Trainer: Kristoffer Kvistgaard |

## Nationaler Pokal
Im Landespokal gewann NSÍ Runavík mit 2:1 nach Verlängerung gegen Meister KÍ Klaksvík.

## Europapokal
2023/24 spielte KÍ Klaksvík als Meister des Vorjahres in der ersten Runde der UEFA Women’s Champions League und verlor gegen ZFK Spartak Subotica (Serbien) mit 0:7. Das Spiel um Platz 3 wurde mit 0:3 gegen HB Køge (Dänemark) verloren.